# مک کایزویل (جورجیا)
مک کایزویل، جورجیا (به انگلیسی: McCaysville, Georgia) یک شهر در ایالات متحده آمریکا با جمعیت ۱٬۰۵۶ نفر است که در جورجیا واقع شده‌است.

## موقعیت جغرافیایی
موقعیت جغرافیایی شهرها و مناطق اطراف به شرح زیر است: